# Horodniceni
Horodniceni is een Roemeense gemeente in het district Suceava.
Horodniceni telt 3641 inwoners.